# SPARC T3
A SPARC T3 (korábban UltraSPARC T3-ként, Rainbow Falls kódnéven, valamint a fejlesztés alatt UltraSPARC KT avagy Niagara-3 néven is ismert) egy többszálú, többmagos mikroprocesszor, amelyet jelenleg az Oracle Corporation (korábban a Sun Microsystems) gyárt. Hivatalosan 2010. szeptember 20-án bocsátották ki, a SPARC család tagja, és az UltraSPARC T2 utódja.

## Teljesítmény
Egyfoglalatos és sokfoglalatos konfigurációkban a teljes adatátviteli sebesség megnövekedett a T3 processzorral szerelt rendszerekben, tehát elődjéhez képest magasabb átviteli sebességet mutat feleakkora processzorkövetelmény mellett.
Az adatátviteli sebesség (SPEC CINT2006 ráta) növekedett az egyfoglalatos T3-1 platformon is, ami magasabb, mint egy előd T2+ processzoros kétfoglalatos T5240 platform teljesítménye.
Szimulált webkiszolgáló terhelés alatt, a kétfoglalatos SPARC T3 rendszerek jobb teljesítményt nyújtottak, mint az előző generációs négyfoglalatos UltraSPARC T2+ rendszerek (és a két- és négyfoglalatos modern rendszerekkel is sikerrel versenyeznek).

## Történet
A The Register online informatikai hírportál 2008 júniusában hibásan azt jelentette, hogy a mikroprocesszor 16 magot tartalmaz, és ezek mindegyike 16 szálat futtathat. 2009 szeptemberében azonban közzétettek egy fejlesztési tervet, amelyben csak 8 szál szerepelt magonként.
A Hot Chips 21 konferencia alatt a Sun bejelentette, hogy a csip 16 magot tartalmaz és összesen 128 szálat futtat. A 2010-es ISSCC előadása szerint:

„Ez a 16 magos SPARC SoC processzor lehetővé teszi max. 512 szál futtatását egy 4 utas közvetítőlogika nélküli rendszerben ... A 6 MiB második szintű gyorsítótár 461 GB/s és a 308 tűs SerDes bemeneti/kimeneti sín 2,4Tb/s sávszélességet támogat. Hat órajel- és négy feszültségtartomány, emellett energiavezérlés és más áramköri technikák optimizálják a teljesítmény, energiafelhasználás, variabilitás és kihozatali kompromisszumokat, egy 377 mm² területű lapkán.”

Az UltraSPARC T3 támogatását 2010-ben megerősítette, hogy július 16-án az ARCBot a Twitteren közölte, hogy új publikálatlan, az UltraSPARC T3 processzorhoz való "-xchip, -xtarget" értékek kerültek egy fordítóba az OpenSolarisban.
2010. szeptember 20-án, az Oracle OpenWorld rendezvényen San Franciscóban történt a processzor hivatalos kibocsátása, „SPARC T3” néven: az „Ultra” előtagot lehagyták a névből, bár a „T” betűt megtartották. Ezeket a processzorokat újabb rendszerekbe szánták és teljesítménytesztekre is hivatkoztak; az Oracle szerint az új processzor újabb rekordokat döntöget. A valódi teljesítménytesztek eredményeit az elkészült rendszereken lehetett lemérni. A nemzetközileg elismert SPEC benchmarkok eredményeit is nyilvánosságra hozták. Az Oracle közölte, hogy a SPARC T3 40 nm-es eljárással készült.

## Jellemzők
- 8 vagy 16 CPU mag
- Magonként 8 hardveres szál
- 6 MiB másodlagos gyorsítótár
- 2 beágyazott koherenciavezérlő
- 6 koherencia link
- 14 egyirányú sáv a koherencia linkekhez
- SMP max. 4 foglalatig, közvetítő logika nélkül
- 4 DDR3 SDRAM memória csatorna
- Beágyazott PCI Express bemeneti/kimeneti interfész
- 16 beágyazott kriptográfiai gyorsítóegység
- Hardveres véletlenszámgenerátor
- 2 beágyazott 1GigE/10GigE interfész
- 2,4 Tbit/s összesített adatátviteli foglalatonként

## Rendszerek
A SPARC T3 csip kibocsátásával új Oracle SPARC T sorozatú szerverek jelentek meg, amelyek felváltották az előző SPARC Enterprise termékvonalba tartozó CMT (UltraSPARC T2/T2 Plus) gépeket. Az előző szervercsaládnál kevesebb terméket frissítettek T3 csippel, így a szervertípusok számát négyre csökkentették:
- Egyfoglalatos SPARC T3-1 2U Rack Server[20]
- Egyfoglalatos SPARC T3-1B Blade Server[21]
- Kétfoglalatos SPARC T3-2 Server [22]
- Négyfoglalatos SPARC T3-4 Server [23]

## Virtualizáció
Mint a korábbi T1, T2, és T2+ processzorok, a T3 is támogatja a Hyper-Privileged (hiperprivilegizált) végrehajtási módot. A T3 max. 128 Oracle VM Server for SPARC domént (ez a korábban Logical Domain, logikai tartományként ismert jellemző) támogat.

## Teljesítményjavulás a T2- és T2+-hoz képest
A SPARC T3 processzor gyakorlatilag két T2+ processzor egyetlen lapkán. A T3:
- A magok száma kétszeres a T2 / T2+ processzorénak
- A 10Gig Ethernet portok száma (2) egy T2+-höz képest
- Kétszer több kriptográfiai gyorsító mag (16), mint T2- vagy T2+-ban
- Több kriptográfiai algoritmus támogatása: DES, Triple DES, AES, RC4, SHA-1, SHA256/384/512, Kasumi, Galois-mező, MD5, RSA 2048 bites kulcshoz, ECC, CRC32[18]
- Közel 1,9-szeres kriptográfiai teljesítménynövekedés[25]
- Gyorsabb DDR3 RAM interfész
- Kétszeres adatátviteli sebesség[20]
- Kétszeres memóriakapacitás[20]
- Négyszeres bemeneti/kimeneti adatátviteli sebesség[20]
- Két PCIe 2.0 nyolc sávos interfészek, szemben az előző generáció egy PCIe nyolcsávos interfészeivel[24]

## Fordítás
Ez a szócikk részben vagy egészben  a   SPARC T3 című angol Wikipédia-szócikk ezen változatának fordításán alapul.  Az eredeti cikk szerkesztőit annak laptörténete sorolja fel. Ez a jelzés csupán a megfogalmazás eredetét és a szerzői jogokat jelzi, nem szolgál a cikkben szereplő információk forrásmegjelöléseként.